# Bertrand Bonello
Bertrand Bonello (Nice, 11 de setembro de 1968) é um cineasta, roteirista, produtor cinematográfico, compositor e ator francês.

## Filmografia

### Diretor

#### Curta-metragem
| Ano  | Título                            | Notas                  |
| ---- | --------------------------------- | ---------------------- |
| 1996 | Qui je suis                       |                        |
| 2002 | The Adventures of James and David |                        |
| 2005 | Cindy: The Doll Is Mine           |                        |
| 2007 | My New Picture                    | curta-metragem musical |
| 2010 | Where the Boys Are                |                        |
| 2014 | "Où en êtes-vous?"                |                        |
| 2016 | Sarah Winchester, Opéra fantôme   |                        |
| 2020 | "Où en êtes-vous #2"              |                        |

#### Longa-metragem
| Ano  | Título                                     | Notas        |
| ---- | ------------------------------------------ | ------------ |
| 1998 | Quelque chose d'organique                  |              |
| 2001 | Le Pornographe                             |              |
| 2003 | Tiresia                                    |              |
| 2008 | De la guerre                               |              |
| 2011 | L'Apollonide: Souvenirs de la maison close |              |
| 2012 | Ingrid Caven, musique et voix              | Documentário |
| 2014 | Saint Laurent                              |              |
| 2016 | Nocturama                                  |              |
| 2019 | Zombi Child                                |              |
| 2022 | Coma                                       |              |

### Ator
| Ano  | Título                                     | Papel                          | Diretor(a)       | Notas          |
| ---- | ------------------------------------------ | ------------------------------ | ---------------- | -------------- |
| 1996 | Qui je suis                                | Pylade                         | Bertrand Bonello |                |
| 2003 | Lapin intégral                             | Steve                          | Cécilia Rouaud   | curta-metragem |
| 2004 | Le pont des Arts                           | Un spectateur du Nô            | Eugène Green     |                |
| 2006 | On ne devrait pas exister                  | Bertrand                       | Hervé P. Gustave |                |
| 2011 | L'Apollonide: Souvenirs de la maison close | un valet qui apprête Madeleine | Bertrand Bonello |                |
| 2014 | Saint Laurent                              | jornalista do Libération       | Bertrand Bonello |                |
| 2015 | Le Dos Rouge                               | Bertrand                       | Antoine Barraud  |                |
| 2021 | Titane                                     | Pai de Alexia                  | Julia Ducournau  |                |